# Thulit

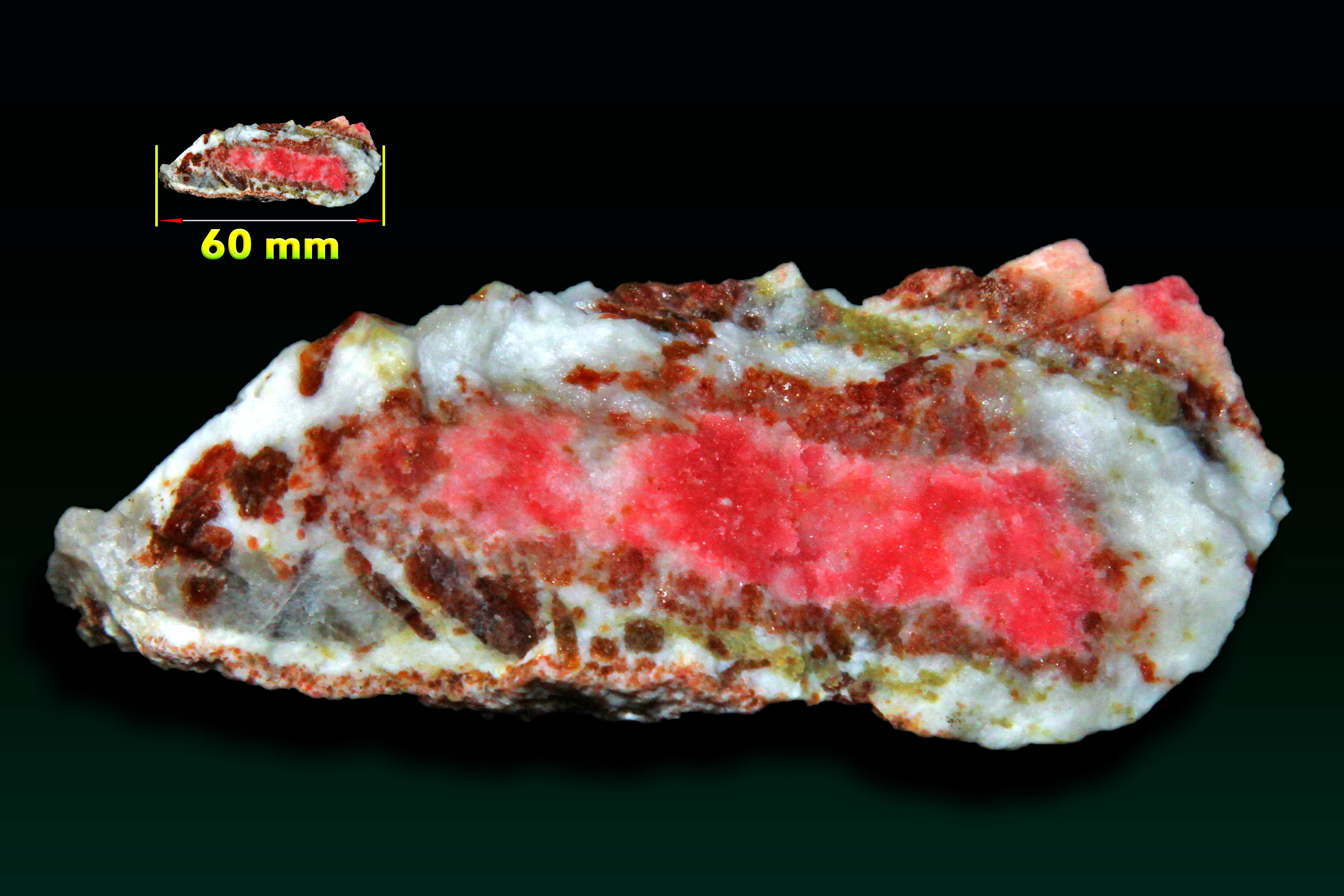
THULIT - Trøndelag, Norwegia.

Thulit (rosalin, unionit) – różowa lub różowoczerwona odmiana zoisytu lub klinozoisytu. Odmiana zasobna w mangan.
Nazwa pochodzi od dawnej nazwy północnej części Norwegii (legendarnej wyspy) - Thule, gdzie minerał ten występuje. 

## Charakterystyka

### Właściwości
Występuje w skupieniach zbitych. Jest nieprzezroczysty, czerwony. 
Podobny do rodonitu - wyglądem, barwą, wieloma parametrami fizycznymi (może stanowić jego doskonała imitację).

### Występowanie
Występuje w zmienionych głębinowych skałach magmowych oraz w przeobrażonych skałach wapiennych. Towarzyszą mu najczęściej kwarc, grossular, fluoryt, piemontyt oraz albit. 
Miejsca występowania: 
- Na świecie: Norwegia - Souland i Lexviken, USA – Tennessee, Kalifornia, Grenlandia, Rosja – Ural, Namibia, Włochy, Australia[2].

- W Polsce: został stwierdzony w okolicach Sobótki na Dolnym Śląsku.

### Zastosowanie
- ceniony[przez kogo?] kamień kolekcjonerski,
- do wyrobu galanterii ozdobnej,
- do wyrobu biżuterii (szlif kaboszonowy lub tabliczkowy).